# USA's Højesteretsbygning
Højesteretsbygningen huser USA's højesteret. Bygningen stod færdig i 1935 og er beliggende i Washington D.C. på 1 First Street, NE, i blokken umiddelbart øst for Capitol-bygningen. Den er under Architect of the Capitols jurisdiktion. Den 4. maj 1987 blev Højesteretsbygningen udpeget som et "national historic landmark" (dansk: nationalhistorisk mindesmærke).
Bygningen er officiel residens og arbejdsplads for USA's højesteretsdommere. Bygningen bliver omtalt som "Marmorpaladset" af John P. Frank, og den fysiske opførelse af bygningen begyndte i 1932 og blev færdiggjort i 1935. Idéen om at opføre denne bygning har dog sin oprindelse hos præsident William Howard Taft i 1912, processen startede under Taft, da han fungerede som højesteretspræsident og blev officielt færdiggjort under højesteretspræsident Hughes. Bygningen blev designet af Cass Gilbert, som var en velkendt arkitekt og ven af Taft.

## Historie
Før etableringen af Washington D.C., residerede USA's regering i en kort overgang i New York City. Højesteretten mødtes der i Merchants Exchange Building. Da landets hovedstad flyttede til Philadelphia, Pennsylvania, flyttede Højesteret med og begyndte at mødes i Independence Hall, inden de fandt sæde i Old City Hall på 5th- og Chestnut Street fra 1791 til 1800.
Efter at den føderale regering flyttede til Washington D.C., havde Højesteret ingen permanent mødeplacering indtil 1810. Da arkitekten Benjamin Henry Latrobe opførte det andet Senatskammer direkte ovenpå det første Senatskammer, tog Højesteret sæde i det, der nu refereres til som Old Supreme Court Chamber, fra 1810 til 1860. Højesteret forblev i Capitol-bygningen indtil 1935, med en undtagelse i perioden 1812-19, hvor Højesteretten ikke var i Washington D.C., grundet briternes invasion og nedbrændingen af Washington i løbet af den Britisk-Amerikanske Krig.
I 1810 indtog Højesteret Old Supreme Court Chamber i Capitolbygningen. Da Senatet udvidedes, voksede behovet for større rammer. I 1860, efter at de nye vinger på Capitol-bygningen til Senatet og Repræsentanternes Hus stod færdigt, flyttede Højesteret til Old Senate Chamber (som det kendes i dag), hvor den forblev indtil den nye Højesteretsbygning stod færdig.
Den fysiske opførelse af Højesteretsbygningen begyndte i 1932 og blev færdiggjort i 1935. Idéen om at opføre denne bygning havde sin oprindelse hos William Howard Taft, højesteretspræsident, i 1912. Bygningen blev officielt færdiggjort under ledelse af højesteretspræsident Hughes. I 1929 havde højesteretspræsident Taft succes med, at Højesteretten skulle have sit eget hovedkvarter for at distancere sig fra Kongressen som en uafhængig gren af USA's regering, men han levede ikke til at se bygningen færdiggjort. Højesteretsbygningen blev endelig designet af Cass Gilbert, som også designede mange andre værker i USA.

## Motiver til opførelsen af Højesteretsbygningen
Fra 1860-1935 var højesteretsdommerne hensat til at udføre deres arbejde inden for de trange rammer i Old Senate Chamber, langs med andre føderale ansatte. Dette arbejdsmiljø afskrækkede højesteretsdommerne fra at rejse til Washington, så de udførte det meste af deres arbejde hjemmefra. Inden opførelsen af Højesteretsbygningen blev godkendt, udtalte Charles Evens Hughs sig markant om dommernes dårlige arbejdsmiljø og beskrev Old Senate Hall som småt, overophedet og bart. Gennem rigid lobbyisme fra højesteretsdommer Taft, sikrede han sig den nødvendige finansiering fra Kongressen til at opføre en Højesteretsbygning i 1929. Tafts motiv for at opføre en Højesteretsbygning blev drevet af forholdet mellem den juridiske gren og de andre grene i regeringen, såvel som de drastiske forskelle i arbejdsmiljø, fra da han fungerede som USA's præsident til højesteretspræsident. Taft havde visioner om, at regeringens juridiske gren skulle omfatte en uafhængig persona, og han så derfor Højesteretsbygningen som en måde at etablere sin vision.
Højesteretsbygningen ville ikke have været færdiggjort, hvis det ikke var for højesteretspræsident Charles Evans Hughes forpligtelse, da han efterfulgte Taft som højesteretspræsident i 1930.

## Opposition mod Højesteretsbygningen
Højesteretspræsident White tog del i den begyndende modstand mod idéen om en Højesteretsbygning. Han mente, at Højesteretten fik sin relevans på grund af sin placering inde i Capitol-bygningen. Mange dommere, ligesom White, nægtede at flytte over i den nye bygning, og fortsatte med at arbejde fra deres hjem. Nærheden ved at arbejde fra deres hjemmekontorer, afholdte højesteretsdommerne fra at flytte til en ny beliggenhed, og de fik desuden finansiering fra Kongressen til at arbejde fra hjemmene.
Dommerne Harlan Stone og Louis Brandeis flyttede ikke til den nye Højesteretsbygning i løbet af deres tjeneste. Brandeis mente, at Tafts intentioner bag den nye bygning repræsenterede en konflikt mellem den lovgivende, udøvende og dømmende magt. Brandeis opponerede også med Tafts forsøg på at sikre en ny Højesteretsbygning og forslog, at en ny fløj skulle bygges på Capitol-bygningen. Taft fortsatte dog ufortrødent med visionen om en egentlig Højesteretsbygning. Et årti efter at Højesteretsbygningen stod færdig, havde alle ni højesteretsdommere et kontor i bygningen. Dette skyldes primært, at de gamle dommere, der var vant til at arbejde hjemmefra, blev udskiftet med nye dommere, der ikke havde denne vane.
Den primære opposition med at opføre en Højesteretsbygning kom fra Kongressen, især under Tafts tjeneste som højesteretspræsident fra 1921-29. Det var fra senatorer i Kongressen, som Taft mødte modstand fra, som truede med at udskifte Taft, hvis han fortsatte med at protestere imod hans arbejdsmiljø. I 1927 bemærkede Taft at ud af 69 senatorer, var der kun én senator, der i høj grad støttede Tafts lobbyisme; men kun fordi denne senator ville have det område, som Højesteretten optog på daværende tidspunkt.

## Retfærdighedens Tempel
Højesteretsbygningen er beliggende på 1 First Street, NE (den tidligere beliggenhed for Old Brick Capitol, overfor den nuværende Capitol-bygning), og var designet af Cass Gilbert. Dette var Gilberts sidste store projekt; han døde inden bygningen blev færdiggjort. Gilbert var en gammel ven af William Howard Taft og var ansat i flere år hos McKim, Mead and White, som i datiden blev betragtet som verdens største arkitektfirma. Højesteretsdommer Taft udpegede personligt Gilbert til den arkitektoniske planlægning og opførelse af Højesteretsbygningen. Gilbert var ikke særlig optaget af Højesteretsbygningens funktion for højesteretsdommerne, men respekten, som Gilbert havde for højesteretspræsident Taft, fik ham til at føle sig nødsaget til at bygge et testamente til hans vens ære. Gilberts arkitektoniske forestilling resulterede i et græsk-stilet tempel, som skulle kommunikere lovens iboende høje placering i samfundet.
Højesteretsbygningen er opført i nyklassicistisk stil og rejser sig fire etager (28 meter) over jorden. Hjørnestenen blev lagt den 13.  oktober 1932, og byggeriet blev færdiggjort i 1935. Bygningen kostede $94.000 mindre end det af Kongressen budgetterede $9.740.000 (i 2018 dollars: $142 millioner). En beskrivelse af bygningen kan lyde: "Bygningen blev designet på en skala, der balancerer vigtigheden og værdigheden af Retten og den Dømmende magt som en ligeværdig, uafhængig gren af USA's regering, og som et symbol på det "nationale ideal af retfærdighed i den højeste aktivitetssfære". Den offentlige facade er udført i marmor, udgravet fra Vermont, og den ikke-offentlige facade, der vender mod gårdhaverne, er udført i marmor fra Georgia. Det meste af interiøret er detaljeret med marmor fra Alabama, udover selve retssalen, som har spansk marmor med elfenbensfarvet marmorering. Retssalens 24 søjler er blandt andet udført i gylden marmor fra Montarrenti-stenbrudene når Siena i Italien, og Gilbert skrev til den italienske premierminister Benito Mussolini, for at sikre marmoret af den højest mulige kvalitet.
Ikke alle dommere var tilfreds med de nye rammer, selve retssalen modtog især kritik. Harlan Fiske Stone mente, at salen var "næsten bombastisk prætentiøs... helt upassende for en stille gruppe af gamle drenge som Højesteretten". En anden dommer mente at med så meget pomp og pragt, opfordrer det dommerne til at ankomme til salen ridende på elefanter. The New Yorker-skribenten Howard Brubaker bemærkede, at ved salens åbning havde den "store, fine vinduer til at smide New Deal ud af".
Bygningens vestlige facade bærer mottoet "Equal Justice Under Law" (dansk: Lige Retfærdighed Under Loven), mens den østlige facade bærer mottoet "Justice, Guardian of Liberty" (dansk: Retfærdighed, Frihedens Beskytter). Den 28. november 2005 faldt et stykke marmor på ca. 78 kg fire etager ned fra vestfacaden og ramte Højesterettens trapper; marmorstykket havde siddet lige under "Under" i mottoet. Efter hændelsen blev planlægningen af en reparation af vestfacaden påbegyndt, som inkluderede rensning, fjernelse af vraggods og restaurering. I 2012 dækkede et stillads hele vestfacaden med et fotografi af facaden opblæst i fuld størrelse. Reparationen afsluttedes i 2013.
Højesteretsbygningens faciliteter inkluderer:
- Kælder: vedligeholdeslokaler, garage og et postkontor.
- 1. (eller stue-) etage: Offentlig informationskontor, kontorfuldmægties kontorer, publicistsafdelingen, udstillingslokaler, cafeteria, souvenirforretning og administrative lokale.
- 2. etage: Great Hall, retssalen, konferencelokaler og alle dommernes værelser, udover dommer Sotomayor (hun byttede med dommer Ginsburg til et større kontor på tredje etage).
- 3. etage: Dommer Sotomayors kontor, kontoret for Reporter of Decisions, juridiske kontorer samt jurafuldmægtiges kontorer. Dommernes spise- og læsesale findes også på denne etage.
- 4. etage: Højesterettens bibliotek.
- 5. etage: Højesterettens træningscenter, herunder en basketballbane (kaldet "Highest Court in the Land").[20]

Træningscenteret blev oprindeligt bygget som depotlokaler, men blev omdannet i 1940. Det vides ikke, hvem der var ansvarlig for denne omdannelse. Nogle har sagt, at det var på baggrund af Cass Gilbert Jr.'s forslag, som overtog mange af sin fars byggerier, efter dennes død. Flere kendte personer og dommere, der har været tilknyttet USA's Højesteret, har spillet på basketballbanen, herunder Laura Ingraham og de nuværende højesteretsdommere Elena Kagan og Brett Kavanaugh.
A. Hall and Sons Terra Cotta fra Perth Amboy, New Jersey, udførte bygningens terrakotta-tag.
Højesteretsbygningen har sin egen politistyrke, Supreme Court Police, som fungerer separat fra Capitol Police. Enheden blev oprettet i 1935, for at se efter bygningen og dens personel.

## Skulpturprogram
Cass Gilberts design for bygningen og dens omgivelser inkluderede et ambitiøst skulpturprogram i Beaux-Arts-stil, som inkluderede et stort antal og forskellige både rige og allegoriske figurer.
- Baserne til Højesterettens flagstænger, og bronzedører i øst- og vestfacen, er udført af John Donnelly.
- Østgavl: Justice, the Guardian of Liverty af Hermon Atkins MacNeil.
- Vestgavl: Equal Justice Under Law af Robert Ingersoll Aitken. Dette værk inkluderer et portræt af Cass Gilbert, nummer tre fra venstre i gavlen. Det indeholder også et selvportræt af Aitken nummer tre fra højre.
- Siddende figurer: The Authority of Law (sydside) og The Contemplation of Justice (nordside) af James Earle Fraser.
- Great Hall: Buster af hver af USA's højesteretsdommere i alkoverne på hver side af hallen. Disse marmorværker er periodievis approprieret af Kongressen. Den seneste tilføjelse var højesteretspræsident William Rehnquists buste i december 2009 i den bagerste, nordlige ende af hallen, stik venstre for Retssalens indgang.
- Retssalens friser: Sydvæggens frise inkluderer figurer af lovgivere fra antikkens verden, herunder Menes, Hammurabi, Moses, Solomon, Lycurgus, Solon, Draco, Confucius og Augustus. Nordvæggens frise viser lovgivere fra middelalderen og frem og inkluderer repræsentationer af Justinian, Muhammad, Charlemagne, Johan uden Land, Ludvig den Hellige, Hugo Grotius, sir William Blackstone, John Marshall og Napoleon. Moses-frisen viser ham holdende de Ti Bud, omend kun bud 6-10 er synlige, da de opfattes som mere sekulære. I 1997 bad Rådet for Amerikansk-Islamiske Relationer (CAIR) om, at billedet af Muhammad blev fjernet fra marmorfrisen på facaden. Mens rådet anerkendte, at Muhammad var fremhævet i domstolens 18 prominente lovgivere gennem historien, bemærkede CAIR også frabedelsen om aftegninger af Muhammad  i enhver artistisk repræsentation. CAIR italesatte også, at Muhammad blev afbilledet med et sværd, hvilket de mente forstærkede stereotypen af muslimer som intolerante erobrere. Højesteretspræsident William Rehnquist afvise anmodningen om at sandblæse Muhammad væk og sagde, at kunstværket "kun var påtænkt at adskille ham, blandt mange andre lovgivere, som en vigtig figur i lovgivningens historie; værket er ikke påtænkt nogen form for tilbedelse". Højesteretten har senere tilføjet en fodnote i turistmateriale, og omtaler det som "et velment forsøg fra skulptøren og at ære Muhammad".[22]

## Offentlig adgang
Den 3. maj 2010, efter sikkerhedsbekymringer og som del af bygningens moderniseringsprojekt, annoncerede Højesteret, at offentligheden (inklusiv parter hvis sager bliver behandlet, advokater, der repæsenterer dem, og besøgende til de mundtlige behandlinger eller bygningen) ikke længere vil få tilladelse til at komme ind i bygningen gennem hoveddøren på toppen af trapperne på vestsiden. Besøgende skal nu ankomme gennem gadeplansindgangen placeret på plazaen, hvilket leder de besøgende gennem et forstærket sikkerhedstjek. Hoveddøren over trapperne kan stadig bruges til at forlade bygningen. Dommer Breyer, støttet af dommer Ginsburg, har udsendt en meddelelse, der opponerer på beslutningen, omend han anerkender bekymringerne om sikkerheden, men at beslutningen ikke er balanceret.
Alle besøgende til Højesteretten skal gå gennem en metaldetektor og have deres ejendele røntgenscannet. Kameraer er tilladt i bygningen, men ingen optagende enheder af nogen art, lyd og film, er tilladt i retssalen. Når Højesteret ikke er sat, kan besøgende gå gennem Great Hall og offentlige områder på stueetagen, herunder cafeteriaet og en lille biograf, der viser dokumentarer om Højesteret, og guidede turer er periodevist givet i retssalen, hvilket ikke normalt er tilgængelig. Kalenderen for disse rundvisninger kan blive bekræftet på Højesterettens hjemmeside dagen inden besøget. Køen til disse ture formes i et særskilt område langs med retssalens indgange.
Når Højesteretten er sat, er Great Hall ikke tilgængelig for offentligheden, udover de deltagende. Høringer i retten er typisk afholdt i cyklusser af to uger af en høring klokken 10 og en klokken 11 på mandage, tirsdage og onsdage. Afhængig af sagens signifikans og årstiden (vinterhøringer er mindre populære), ankommer tilhørende til Højesteretten på ethvert tidspunkt mellem to uger forud for høringen, i særligt kontroversielle sager, natten før. På et tidspunkt i løbet af morgenen, som ikke er forudbestemt, distribuerer Højesterettens politistyrke nummererede billetter. De fungerer kun som pladsholdere og garanterer ikke deltagelse i retten. Besøgende, der har modtaget en billet, kan forlade bygningen og vende tilbage i tide til at stille sig i kø, typisk en time før høringerne. På dette tidspunkt er der typisk flere hundrede personer, der venter udenfor bygningen, hvoraf de fleste ikke kan deltage i høringerne. Selvom Retssalen har plads til 250 siddende tilhører, er der ofte store grupper af studerende og repræsentanter, der reducerer antallet af tilhører, og tilhører, der ser den første høring, bliver ofte til den anden høring, hvilket gør antallet af nye pladser til den anden høring meget få. Lige inden høringerne inddeler politistyrken de tilhørende i to køer: en er for dem med billetter til at se begge høringer, den anden er for tilhørere, der vil observere et 5-minutters indlæg af høringerne, mens de står bagerst i retssalen. Alle tilhørere skal rejse sig, når dommerne ankommer til eller forlader retssalen. Larmende eller uroskabende tilhørere er med det samme fjernet af politi i civilt.
Da det ikke er tilladt at optage lyd eller video i retssalen er den hurtigste måde at få resultatet af høringerne til pressen ved at praktikanter løber med resultaterne.